# 1899.
◄ | 18. stoljeće | 19. stoljeće | 20. stoljeće | ►
◄ | 1860-ih | 1870-ih | 1880-ih | 1890-ih | 1900-ih | 1910-ih | 1920-ih | ►
◄◄ | ◄ | 1896. | 1897. | 1898. | 1899. | 1900. | 1901. | 1902. | ► | ►►
Arhitektura • Astronomija • Biologija • Film • Fotografija • Glazba • Kazalište • Kemija • Kiparstvo • Knjige • Književnost • Kršćanstvo • Meteorologija • Medicina • Planinarstvo • Politika • Pravo • Promet • Slikarstvo • Strip • Šport • Znanost • Zrakoplovstvo • Željeznički promet

## Događaji
- 21. siječnja – Opel započeo s proizvodnjom automobila
- 6. ožujka – Bayer registrira aspirin
- 11. lipnja – Papa Leon XIII. posvećuje cijeli svijet Srcu Isusovu.[1]
- David Hilbert osnavlja moderni misao geometrije s knjigom Grundlagen der Geometrie.
- 29. studenog – osnovana FC Barcelona, nogometni klub iz Španjolske.

## Rođenja

### Siječanj – ožujak
- 16. siječnja – Zdenka Sertić, hrvatska slikarica († 1986.)
- 15. veljače – Gale Sondergaard, američka glumica († 1985.)
- 17. siječnja – Al Capone, američki mafijaš († 1947.)
- 30. siječnja – Max Theiler, južnoafrički liječnik, nobelovac († 1972.)
- 14. veljače – Lovro von Matačić, hrvatski dirigent i skladatelj († 1985.)
- 23. veljače – Erich Kästner, njemački književnik († 1974.)
- 8. ožujka – Mato Lovrak, hrvatski književnik († 1974.)
- 13. ožujka – Ernest Radetić, hrvatski književnik († 1980.)
- 27. ožujka – Gloria Swanson, američka glumica († 1983.)

### Travanj – lipanj
- 22. travnja – Vladimir Nabokov, pisac († 1977.)
- 30. travnja – Bartol Petrić, hrvatski slikar († 1974.)
- 8. svibnja – Friedrich von Hayek, britanski ekonomist († 1992.)
- 10. svibnja – Fred Astaire, plesač i glumac, († 1987.)
- 14. svibnja – Lars Fredrik Nilson, švedski kemičar i otkrivač skandija († 1840.)
- 12. lipnja – Fritz Albert Lipmann, američko-njemački biokemičar, nobelovac († 1986.)
- 23. lipnja – Gustav Krklec, hrvatski književnik († 1977.)

### Srpanj – rujan
- 17. srpnja – James Cagney, američki glumac († 1986.)
- 21. srpnja – Ernest Hemingway, američki književnik († 1961.)
- 24. rujna – Jorge Luis Borges, argentinski pisac († 1986.)

### Listopad – prosinac
- 21. listopada – Andrija Hebrang, hrvatski političar i državnik († 1949.)
- 29. listopada – Bernardina Franjka Horvat, pjesnikinja, pripovjedačica i dramska spisateljica († 1932.)
- 26. studenog – Franjo Benzinger, hrvatski farmaceut († 1991.)
- 29. studenog – Andrija Artuković, hrvatski političar, član Ustaškog pokreta, ministar u vladi NDH i osuđeni ratni zločinac († 1988.)
- 25. prosinca – Humphrey Bogart, američki filmski i kazališni glumac († 1957.)
- 28. prosinca – Miroslav Feldman, hrvatski književnik († 1976.)

## Smrti

### Siječanj – ožujak
- 11. siječnja – Ivan Pavao Vlahović, hrvatski liječnik i prirodoslovac (* 1825.)

### Travanj – lipanj
- 3. lipnja – Johann Strauss mlađi, austrijski skladatelj (* 1825.)

### Srpanj – rujan
- 16. srpnja – Margaretta Riley, engleska botaničarka (* 1804.)

### Listopad – prosinac
- 7. listopada – Josip Fon, hrvatski liječnik (* 1846.)
- 16. kolovoza – Robert Wilhelm Bunsen, njemački znanstvenik i kemičar (* 1811.)
- 31. prosinca – Karl Millöcker, austrijski skladatelj (* 1842.)

## Vanjske poveznice
|  | Zajednički poslužitelj ima još gradiva o temi 1899. |